# Dave Capuano
David Alan „Dave“ Capuano (* 27. Juli 1968 in Warwick, Rhode Island) ist ein ehemaliger US-amerikanischer Eishockeyspieler italienischer Abstammung, der im Verlauf seiner aktiven Karriere zwischen 1986 und 1994 unter anderem 110 Spiele für die Pittsburgh Penguins, Vancouver Canucks, Tampa Bay Lightning und San Jose Sharks in der National Hockey League (NHL) auf der Position des linken Flügelstürmers bestritten hat. Sein zwei Jahre älterer Bruder Jack war ebenfalls professioneller Eishockeyspieler und auch als Cheftrainer in der NHL aktiv.

## Karriere
Capuano spielte zunächst von 1986 bis 1989 äußerst erfolgreich an der University of Maine und wurde mehrere Male in diverse All-Star Teams der National Collegiate Athletic Association (NCAA) gewählt. Zuvor hatten sich bereits die Pittsburgh Penguins aus der National Hockey League (NHL) die Rechte an seiner Person im NHL Entry Draft 1986 gesichert. Dort hatten sie ihn in der zweiten Runde an Gesamtposition 25 ausgewählt.
In der Saison 1989/90 bestritt der US-Amerikaner dann seine ersten NHL-Spiele für die Penguins. Insgesamt sechsmal spielte er dort, ehe er im Januar 1990 in einem sechs Spieler umfassenden Tauschgeschäft gemeinsam mit Andrew McBain und Dan Quinn zu den Vancouver Canucks abgegeben wurde. Im Gegenzug wechselten Rod Buskas, Barry Pederson und Tony Tanti zu den Penguins. Die Saison 1990/91 verbrachte der linke Flügelspieler dann komplett in der NHL bei den Canucks. Nach einer Knieverletzung, die er sich bereits im November 1990 zugezogen hatte, fiel er fast die gesamte Saison 1991/92 aus und lief bei lediglich neun Spielen in der American Hockey League (AHL) auf.
Im November 1992 erfolgte der Wechsel zu den Tampa Bay Lightning, die ihn hauptsächlich in der International Hockey League (IHL) einsetzten. Für die Lightning selbst stand er nur sechsmal auf dem Eis. Diese schickten ihn dann im Juni 1993 im Austausch für den Finnen Peter Ahola zu den San Jose Sharks, für die er auch nur viermal spielte. Im November desselben Jahres gaben ihn die Sharks zu den Boston Bruins ab, wo Capuano 51 Spiele für deren AHL-Farmteam Providence Bruins bestritt. Nach der Saison, im Sommer 1994, beendete er seine Karriere, in der er 104 NHL-Spiele für vier verschiedene Teams bestritten und dabei 55 Punkte erzielt hatte.

### International
Auf internationaler Ebene absolvierte Capuano mit der U20-Nationalmannschaft der Vereinigten Staaten die Junioren-Weltmeisterschaft 1987 in der Tschechoslowakei. Dabei belegte er mit der Mannschaft nach den Disqualifikationen gegen die UdSSR und Kanada den vierten Rang. In sieben Turnierspielen steuerte er zwei Scorerpunkte bei.

## Erfolge und Auszeichnungen
| - 1987 Hockey East All-Rookie Team - 1988 Hockey East First All-Star Team - 1988 NCAA East First All-American Team - 1988 NCAA Championship All-Tournament Team | - 1989 Lamoriello-Trophy-Gewinn mit der University of Maine - 1989 Hockey East First All-Star Team - 1989 NCAA East First All-American Team |

## Karrierestatistik

### International
Vertrat die USA bei:
- Junioren-Weltmeisterschaft 1987

(Legende zur Spielerstatistik: Sp oder GP = absolvierte Spiele; T oder G = erzielte Tore; V oder A = erzielte Assists; Pkt oder Pts = erzielte Scorerpunkte; SM oder PIM = erhaltene Strafminuten; +/− = Plus/Minus-Bilanz; PP = erzielte Überzahltore; SH = erzielte Unterzahltore; GW = erzielte Siegtore; 1 Play-downs/Relegation; Kursiv: Statistik nicht vollständig)